# Puskák és galambok (film)
A Puskák és galambok Tatay Sándor regényből Keleti Márton rendezésében 1961-ben készült 88 perces fekete-fehér, magyar ifjúsági film.
Keleti a történetelemek megtartása ellenére, a regény elbeszélésmódjának megváltoztatásával, s ebből adódóan a gyerekek tudására és szemléletmódjára korlátozott jelenetek kibontásával
és külső nézőpontú bemutatásával Tatay történelmi témájú ifjúsági kalandregényéből gyerekeket (is) szerepeltető mozgalmi filmet forgat.

## Történet
A Dunántúlon, egy vidéki bányászvárosban, Boda Ferkó és osztálytársai vörös katonák eldobált puskáit és zászlóját rejtik el Bodáék galambdúcában. A statárium miatt veszélybe kerül a család élete, ezért új helyet keresnek a fegyverek és a zászló számára. Boda János, Feri édesapja két társával az erdőben bujkál a csendőrök elől. Ferkót az apja miatt kicsapják a gimnáziumból, de a barátai kitartanak mellette, és segítik abban, hogy a tanulásban velük együtt tudjon haladni. Könyveket adnak neki, füzeteket vesznek a számára. A gyerekek felfedeznek egy pinceház mélyén megbúvó barlangot, és amikor meggyőződnek arról, hogy biztonságos, ide akarják bujtatni a rejtőzködőket. A csendőrök majdnem leleplezik az akciót, ezért Opál Berci ráveszi a nagybátyját, hogy juttassa ki Bodáékat a városból. A három férfi a puskákkal és a zászlóval titokban elhajózik.

## Szereplők
- Tóth Laci – Boda Feri
- Bucsi István – Mátis Zsolt
- Beke Zoltán – Csuka Gyuri
- Kerényi Miklós Gábor – Spitzer Marci
- Kiss Antal – Opál Berci
- Ráday Imre – Opál Dénes
- Agárdy Gábor
- Bessenyei Ferenc – Boda János
- Mészáros Ági – Bodáné
- Benkő Gyula – Kapusa tanár úr
- Barsy Béla
- Alfonzó
- Bodrogi Gyula
- Dárday Andor
- Gera Zoltán
- Greguss Zoltán
- Gózon Gyula
- Rajz János
- Suka Sándor
- Szuhay Balázs
- Váradi Hédi